# Сираи, Кэндзо
 Кэндзо Сираи (яп. 白井 健三 Сираи Кэндзо:, 24 августа 1996 года, Иокогама, Канагава,Япония) — японский гимнаст, олимпийский чемпион 2016 года в командном первенстве. Чемпион мира в вольных упражнениях 2013 и 2015 годов, чемпион мира в командном первенстве 2015 года. Прославился тем, что на своём первом чемпионате мира уверенно выиграл вольные упражнения, первым в мире исполнив на завершающей диагонали прыжок в четыре пируэта.
На Чемпионате мира 2015 года выполнил рекордную по сложности комбинацию с базовой оценкой в 7,6 баллов. В комбинации представлены уникальные диагонали:
— 3,5 пируэта назад (Е) + двойной пируэт вперёд (D) +0,2
— двойное сальто назад в группировке с тремя пируэтами (G)
— перекат со стойки на руках в стойку силой ноги вместе (С)
— пируэт вперёд (С) + тройной пируэт вперёд (F) + 0,1
— 2,5 пируэта назад (D) + 2,5 пируэта вперёд (Е) +0,2
— сальто боком прогнувшись с поворотом на 360 (С)
— четвертной пируэт назад (F)
Кензо является автором трёх именных элементов: на вольных упражнениях — тройной пируэт вперёд и четверной пируэт назад. На опорном прыжке — Юрченко с тремя пируэтами.
На тренировках исполняет такие уникальные элементы как: 4,5 пируэта назад в связке с полупируэтом вперёд, 3,5 пируэта вперёд и двойное сальто назад прогнувшись с тремя пируэтами.
Летом 2021 года спортсмен заявил о завершении спортивной карьеры. И объявил о том, что хочет стать тренером.